# Cyanotis reutiana
Cyanotis reutiana là một loài thực vật có hoa trong họ Commelinaceae. Loài này được Beauverd mô tả khoa học đầu tiên năm 1921.